# Alexandru I Aldea
Alexandru I Aldea (1397 – 25 giugno 1436) fu voivoda (principe) di Valacchia dal 1431 al 1436. Figlio illegittimo del grande voivoda Mircea I cel Bătrân, ottenne il trono con l'iniziale appoggio dell'Impero ottomano alla morte del cugino Dan II di Valacchia. Morì, quasi certamente di malattia, nel giugno del 1436 dopo essere stato costretto a negoziare un trattato di pace con i turchi del sultano Murad II.

## Biografia
Alla morte di Dan II di Valacchia, il trono dei Basarabidi passò ad Alexandru Aldea sia grazie all'appoggio del sultano Murad II che del voivoda moldavo Alexandru cel Bun, già avversario di Dan.
Il Regno d'Ungheria, retto dall'imperatore Sigismondo di Lussemburgo, rispose all'intromissione turca in Valacchia nominando voivoda un altro figliatro di Mircea, Vlad II Dracul, che si stanziò in Transilvania, presso la città di Sighișoara.
L'alleanza con la Moldavia e la minaccia costituita dal fratellastro stanziatosi in Transilvania, spinse ben presto Alexandru Aldea ad una politica anti-turca che compiacesse gli ungheresi. Già nel 1432, il voivoda valacco tradì l'alleato Murad e, in accordo con gli ungheresi, sgominò il corpo d'invasione turco diretto verso la Moldavia (22 giugno) mentre i Cavalieri Teutonici chiudevano la ritirata al nemico. In quest'occasione, Alexandru I e Vlad II furono quasi certamente obbligati a combattere l'uno al fianco dell'altro.
Spalleggiato dagli ungheresi, Alexandru riuscì a riconquistare le fortezze danubiane di Girgiu e Turnu Severin. L'iniziale successo però non durò ed Alexandru finì con il negoziare ad Adrianopoli una tregua con Murad II, impegnandosi a permettere il libero transito delle armate ottomane dirette contro l'Ungheria ed a pagare un tributo annuo al turco.
Alexandru morì quasi certamente di malattia nel giugno del 1436 ed il suo trono venne prontamente occupato dal fratellastro Vlad II che originò la stirpe dei Drăculești.